# مايلز ستيوارت
مايلز ستيوارت (بالإنجليزية: Miles Stewart)‏ هو سباح وتريثلت أسترالي، ولد في 4 مايو 1971 في سيدني في أستراليا.

## روابط خارجية
- مايلز ستيوارت على موقع اتحاد الترياتلون الدولي (الإنجليزية)
- مايلز ستيوارت على موقع أوليمبيديا (الإنجليزية)
- مايلز ستيوارت على موقع اللجنة الأولمبية الأسترالية (الإنجليزية)
- مايلز ستيوارت على موقع اتحاد ألعاب الكومنولث (مؤرشف) (الإنجليزية)